# Tadahiro Akiba
Tadahiro Akiba (japanisch 秋葉 忠宏, Akiba Tadahiro; * 13. Oktober 1975 in Chiba, Präfektur Chiba) ist ein ehemaliger japanischer Fußballspieler.

## Laufbahn
Akiba war in der Fußballmannschaft seiner Mittelschule Chishirodaiminami. Danach besuchte er in der Nachbargemeinde Funabashi die 20 km entfernte Oberschule Funabashi, die bereits viele Profifußballer hervorbrachte. Nach seinem Schulabschluss wurde er vom Erstliga-Verein JEF United Ichihara Chiba verpflichtet, spielte dann für Avispa Fukuoka und Cerezo Osaka, bevor er seine größten Erfolge bei Albirex Niigata hatte. Anschließend trat er für Tokushima Vortis und Thespakusatsu Gunma und beendete 2010 seine Fußballkarriere beim SC Sagamihara.
Mit der japanischen Nationalmannschaft qualifizierte er sich für die Olympischen Sommerspiele 1996.